# One Taguig FC
Der One Taguig Football Club ist ein 2024 gegründeter philippinischer Fußballverein aus Taguig. Aktuell spielt die Fußballmannschaft in der höchsten Liga des Landes, der Philippines Football League.

## Geschichte
Der Verein wurde 2024 als One Taguig Football Club gegründet. Eigentümer des Vereins ist die Stadt Taguig. 

### Wappen
Das Wappen des Vereins zeigt den historischen Napindan Leuchtturm in Taguig. Das alte Gebäude diente während der Philippinische Revolution als Treffpunkt der revolutionären Gruppe Katipunan. Die 38 Blätter der beiden Stiele repräsentieren die Barangays von Taguig.

## Trainer
| Trainer             | Nation      | von           | bis   |
| ------------------- | ----------- | ------------- | ----- |
| Jovanie Villagracia | Philippinen | 5. April 2024 | heute |